# Cathedral-Peak-Granodiorit

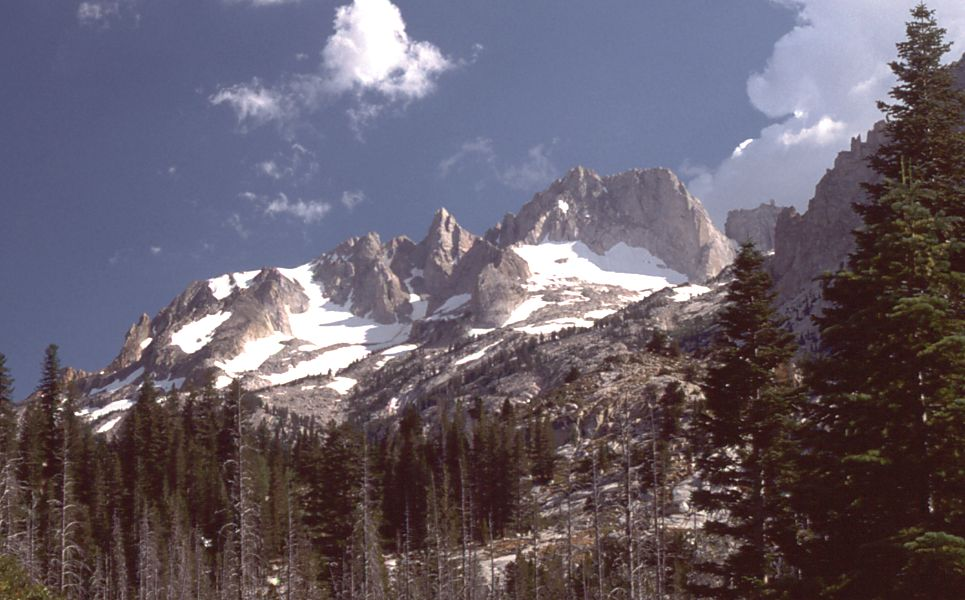
Der Matterhorn Peak besteht aus Cathedral-Peak-Granodiorit

Der Cathedral-Peak-Granodiorit wurde nach seiner Typlokalität, dem im US-amerikanischen Yosemite-Nationalpark gelegenen Cathedral Peak benannt. Das Granodioritmassiv ist ein Bestandteil der Tuolumne Intrusive Suite (auch Tuolumne Batholith) – einer der vier großen Intrusivkomplexe innerhalb der Sierra Nevada. Altersangaben für das Massiv fallen in die Oberkreide (Coniacium) und schwanken zwischen 88 und 87 Millionen Jahren.

## Geographie

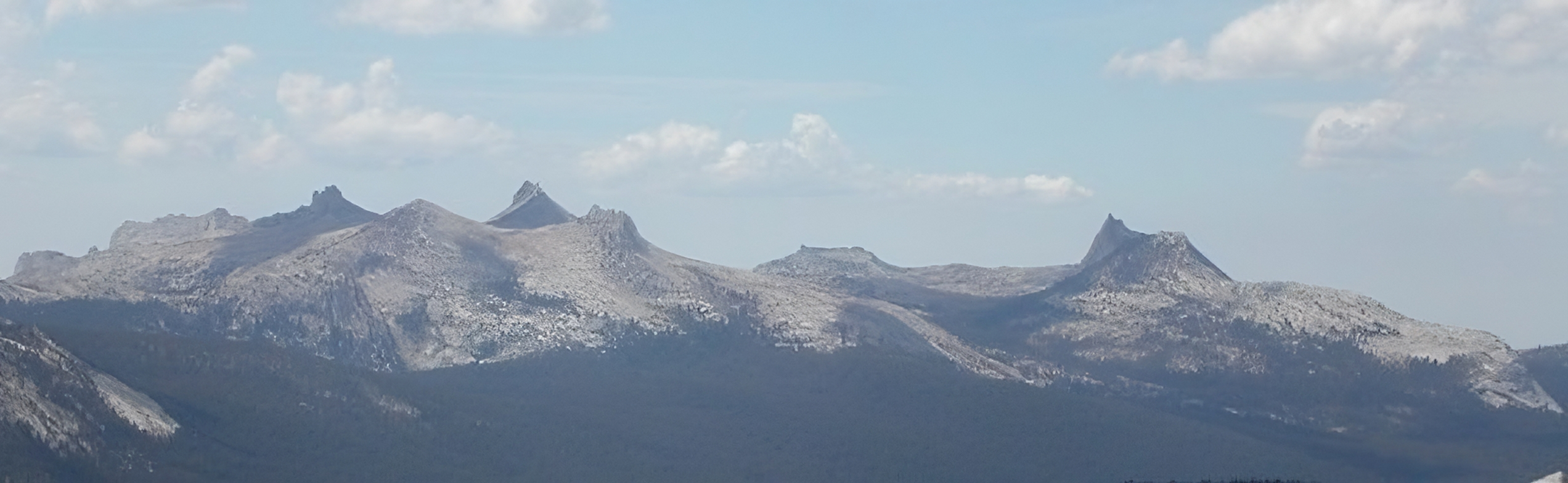
Die Cathedral Range ist aus Cathedral-Peak-Granodiorit aufgebaut

Der Cathedral-Peak-Granodiorit liegt im östlichen Kalifornien und erstreckt sich über große Teile des Mariposa Countys und des Tuolumne Countys, ferner berührt er das Madera County und das Mono County. Seine Aufschlüsse sind vergletschert und reichen von den höheren Lagen des Yosemite-Tals bis an die Wasserscheide der Sierra. An seinem Nordende liegen der Tower Peak und der Matterhorn Peak (mit 3743 Meter die höchste Erhebung), im Südwestteil die Tuolumne Meadows mit dem Cathedral Peak (3326 Meter). Die Tioga Passstraße durchquert das südliche Granodioritmassiv von Ost nach West. Die Entwässerung erfolgt im Nordabschnitt generell nach Südwest.
Der Granodiorit besitzt langgezogene, rechteckig bis elliptische Ausmaße, wobei die Längsachse nach Südsüdost-Nordnordwest ausgerichtet ist und etwa 50 Kilometer misst. Am nördlichen Ende wird er maximal 20 Kilometer breit. Seine Oberflächenausdehnung erreicht somit gut 600 Quadratkilometer – in etwa die Hälfte der gesamten Tuolumne Intrusive Suite. Das Massiv umschließt in seinem Südabschnitt vollständig den Johnson-Granitporphyr. Seinerseits wird es im Südosten, im Südwesten und im Nordwesten vom Half-Dome-Granodiorit umgeben. Entlang einer zentralen Einschnürung berührt es auch den Kuna-Crest-Granodiorit. An seiner Nord- und Nordostseite stößt es auf paläozoische bis jurassische niedrigmetamorphe Vulkanite und Sedimentgesteine.

## Geologischer Überblick

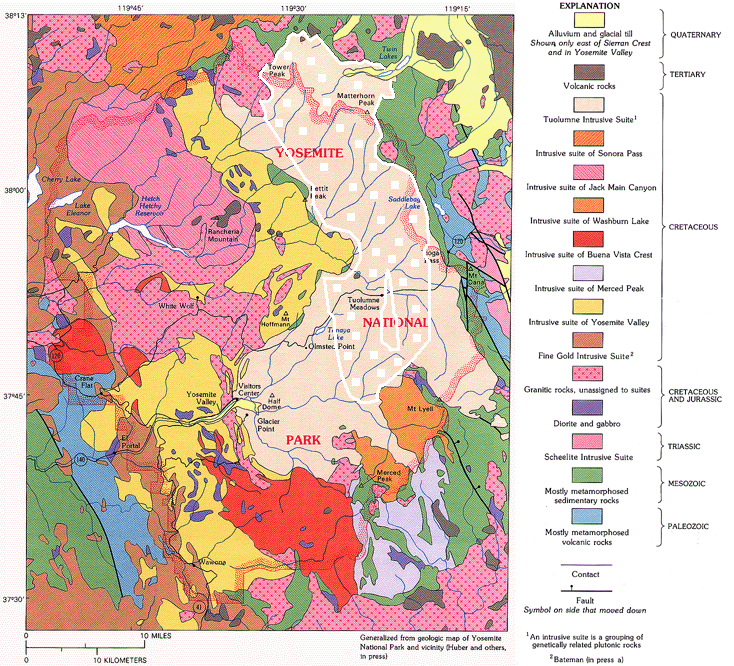
Geologische Karte des Yosemite-Nationalparks. Weiß umrandet der Cathedral-Peak-Granodiorit

Der Cathedral-Peak-Granodiorit ist der dritte und gleichzeitig bedeutendste magmatische Puls der Tuolumne Intrusive Suite am zentralen Ostrand der Sierra Nevada. Die Intrusionen dieser magmatischen Abfolge erstreckten sich über einen recht ausgedehnten Zeitraum von insgesamt 8,1 Millionen Jahren in der Oberkreide. Sie begannen im Turonium vor 93,5 Millionen Jahren und dauerten bis zum Beginn des Santoniums vor 85,4 Millionen Jahren. Abkühlalter für den Cathedral-Peak-Granodiorit liegen zwischen 88,1 ± 0,2 und 87,0 ± 0,7 Millionen Jahren, fallen also ins Coniacium.
In etwa gleichzeitig mit der Tuolumne Intrusive Suite drangen folgende Intrusivkörper am Ostrand des Sierra Nevada-Batholiths auf:
- John Muir Intrusive Suite und
- Mount Whitney Intrusive Suite weiter im Süden. Sowie der
- Sonora Plutonic Complex im Norden.

Die gesamte Oberflächenausdehnung aller vier Intrusivkomplexe beträgt mehr als 2500 Quadratkilometer.
Die Tuolumne Intrusive Suite wird ihrerseits aus folgenden Intrusivkörpern aufgebaut (von jung nach alt):
- Johnson Granitporphyr
- Cathedral-Peak-Granodiorit
- Half-Dome-Granodiorit mit:
  - Porphyrischer Fazies
  - Gleichkörniger Fazies
- Kuna-Granodiorit – Quarzdiorit und Granodiorit

Innerhalb dieser Magmenabfolge lassen sich generell folgende Trends erkennen:
- Eine Alterszonierung, mit dem ältesten Intrusivkörper, dem Kuna Granodiorit, am Außenrand und dem Jüngsten, dem Johnson Granitporphyr, ganz innen.
- Eine Zunahme im SiO2- und im Alkaligehalt nach innen, von mafisch/intermediärer hin zu mehr saurer Zusammensetzung.
- Eine Zunahme im Gehalt an Rubidium nach innen.
- Eine Abnahme im Al2O3-, TiO2-, FeO-, MgO- und CaO-Gehalt nach innen.
- Eine Abnahme im Gehalt an Barium, Strontium und leichten Seltenen Erden wie beispielsweise Scandium nach innen.

## Petrographische Beschreibung
Wesentlichstes Merkmal des Cathedral-Peak-Granodiorits ist sein porphyrisches Gefüge mit zahlreichen, zum Teil sehr großen Alkalifeldspatkristallen, die bis zu 20 Zentimeter Länge erreichen können. Die Korngrößen in der Grundmasse bewegen sich um 5 Millimeter.

### Mineralbestand
Im Einzelnen enthält der Cathedral-Peak-Granodiorit folgende modale Zusammensetzung:
- Plagioklas – 47,5 (40 bis 50) Volumenprozent. Idiomorpher bis hypidiomorpher, tafelartiger Oligoklas mit An27-29. Zwillingsbildung nach dem Karlsbad- und Albitgesetz. Zeigt normalen Zonarbau mit mehr Calcium-reichen Kernbereichen (Oligoklas) und Natrium-reicheren Rändern (Albit). Teils kataklastisch zerbrochen und von Mikroklin infiltriert. Gewöhnliche Korngrößen 1–15 Millimeter.
- Alkalifeldspat – 20,9 (16 bis 25) Volumenprozent. Perthitischer Orthoklas mit Or88. Tritt als riesige Phänokristalle und als Zwickelfüllung in der Grundmasse auf. Korngrößen gelegentlich bis zu 20 Zentimeter, meist jedoch bis zu 10 Zentimeter. Häufigkeit und Korngrößen nehmen in Richtung des Johnson Granitporphyr ab. Die Phänokristalle umschließen aufgrund ihrer erhöhten Wachstumsrate andere Minerale wie Biotit, Hornblende, Plagioklas und Alkalifeldspat poikilitisch. Manchmal ist eine sekundäre Umwandlung zu Tonmineralen erkennbar.
- Quarz – 25,9 Volumenprozent. Gleichdimensionierte hypidiomorphe Kristalle von mittlerer Korngröße (10 Millimeter).
- Biotit – 3,5 Volumenprozent. Hypidiomorphe Kristalle mit braunem Pleochroismus.
- Hornblende – 0,8 Volumenprozent.
- Apatit – 0,3 Volumenprozent. Prismen.
- Titanit. Meist unregelmäßige, feinkörnige Kristalle, teilweise auch idiomorph vorkommend.
- opake Erzminerale wie Ilmenit und Magnetit – 0,6 Volumenprozent.
- Akzessorien sind Allanit und Zirkon.
- Myrmekit, in Scherzone.

### Chemische Zusammensetzung
Die folgenden Analysen von Bateman & Chappell sowie ein Durchschnittswert aus 18 Analysen (mit Streubereich) von Burgess & Miller sollen die chemische Zusammensetzung des Granodiorits verdeutlichen:
| Oxid Gew. % | Bateman & Chappell | Durchschnitt Burgess & Miller | CIPW-Norm Prozent | Bateman & Chappell | Durchschnitt | Spurenelemente ppm | Durchschnitt Burgess & Miller |
| ----------- | ------------------ | ----------------------------- | ----------------- | ------------------ | ------------ | ------------------ | ----------------------------- |
| SiO2        | 69,60              | 70,29 (67,0–72,0)             | Q                 | 24,52              | 25,58        | Pb                 | 17,5 (15–20)                  |
| TiO2        | 0,38               | 0,41 (0,3–0,6)                | Or                | 21,67              | 20,64        | Cu                 | 4,9 (3,2–6,9)                 |
| Al2O3       | 15,34              | 15,37 (15,0–16,5)             | Ab                | 36,79              | 35,81        | Ni                 | 3,0 (0,7–6)                   |
| Fe2O3       | 1,30               | 1,40                          | An                | 11,85              | 12,57        | Cr                 | 3,3 (0–24)                    |
| FeO         | 0,95               | 1,03                          | Di                | 0,57               | 0,37         | V                  | 41,4 (23–50)                  |
| MnO         | 0,06               | 0,06 (0,5–0,8)                | Hy                | 1,63               | 1,82         | Zr                 | 135,9 (82–165)                |
| MgO         | 0,70               | 0,72 (0,6–0,9)                | Mt                | 1,87               | 2,01         | Y                  | 8,3 (4,9–11)                  |
| CaO         | 2,68               | 2,82 (2,2–3,2)                | Il                | 0,73               | 0,77         | Sr                 | 633,2 (487–758)               |
| Na2O        | 4,31               | 4,24 (4,0–4,5)                | Ap                | 0,32               | 0,36         | Ba                 | 748,0 (410–1182)              |
| K2O         | 3,64               | 3,50 (2,8–4,2)                |                   |                    |              | Rb                 | 132,5 (114–166)               |
| P2O5        | 0,14               | 0,16 (0,12–0,20)              |                   |                    |              | Nb                 | 7,8 (4,9–10)                  |
| Mg#         | 0,55               | 0,54                          |                   |                    |              | Sc                 | 3,6 (1,7–4,5)                 |
| A'/F        | 0,08               | 0,11                          |                   |                    |              | Ga                 | 20,9 (19–23)                  |
| Al/K+Na+Ca  | 0,96               | 0,97                          |                   |                    |              | Zn                 | 57,8 (38–65)                  |

Gegenüber einem durchschnittlichen Granodiorit hat der Cathedral-Peak-Granodiorit einen erhöhten SiO2-Gehalt, außerdem ist er reicher an Alkalien und ein Mitglied der shoshonitischen Hoch-K-Serie. Er ist ein normal aluminoses (metaluminoses), Natrium-betontes Gestein und gehört zum intrusiven, aus partiellen Schmelzen des Mantelbereichs hervorgegangenen I-Typus. Ferner bildet er Teil der kalkalkalischen Serie und entstand bei Subduktionsvorgängen im Wurzelbereich eines vulkanischen Inselbogens.
Bei den Spurenelementen ist gegenüber durchschnittlichen Granodioriten immer noch eine sehr starke Anreicherung von Barium und Strontium zu erkennen, Nickel und Chrom hingegen zeigen sehr niedrige Werte.
Der Gehalt an LREE (leichten Seltenen Erden) ist erhöht, eine Europium-Anomalie aber nicht vorhanden.

### Strukturen und Phänomene
Unter magmatischen Bedingungen entstandene Strukturen sind:
- Lagen. Zu erkennen an einer Anreicherung von Hornblende und Biotit. Es existieren zwei sich überkreuzende Systeme mit der Hauptrichtung Südsüdost-Nordnordwest (steilstehend, um 77°, mit generell ebenfalls steilstehender Lineation) und untergeordnet Ostsüdost-Westnordwest.
- Schlieren. Generelle Streichrichtung Südsüdost-Nordnordwest (N 157 mit örtlichen Abweichungen bis zu 50°) bei einer relativ steilen Einfallsrichtung (um 60°) nach Ostnordost.
- Leitergänge (engl. ladder dykes) – röhrenartiges, örtlich begrenztes Auftreiben kleinerer magmatischer Pulse. Diese Strukturen können durch spätere Bewegungen magmatischen Ursprungs versetzt werden.
- Versätze an Störungen im noch magmatischen Zustand, beispielsweise an Schlieren (Hangendes nach Westsüdwest, sinistraler Versatz mit leicht schräger Komponente) oder an Leitergängen. Nur schlecht zu erkennen im homogenen Ausgangsgestein, aber auch hier vorhanden. Die Bruchstellen sind meist mit Apliten oder Mikroklinanreicherungen verfüllt.
- Einschlüsse von Mikrogranitoiden. Diese sind in ihrem Mineralbestand dem Wirtsgestein ähnlich, besitzen aber wesentlich mehr mafische Mineralien wie Hornblende und Biotit. Als Phänokristalle fungieren Plagioklas und Hornblende mit einer Korngröße von 5 bis 8 Millimeter. Die Einschlüsse werden manchmal von bis zu 3 Zentimeter breiten felsischen Säumen umgeben. Treten vereinzelt und in Schwärmen auf, eine bevorzugte Ausrichtung ist nicht erkennbar.
- Aplitgänge, meist 1–3 Zentimeter breit, feinkörnig und homogen. Durchschlagen sämtliche anderen Strukturen, meistens mit scharfen Kontakten. Breitere Gänge können pegmatitische Kernzonen mit Quarz, Plagioklas und Alkalifeldspat enthalten. Kleinere Fiedergänge enden manchmal auch unscharf im Nebengestein.

Strukturen tektonischen Ursprungs:
- Wiederholte Kataklasis:
  - an magmatischen Plagioklasen
  - an Mineralien der Grundmasse
  - an den Rändern der Mikroklin-Phänokristalle

Strukturen metasomatischen Ursprungs, zu beobachten in einer Scherzone am Ostrand:
- Myrmekit
- Substitution von Plagioklas durch Mikroklin

Insgesamt lassen all diese Phänomene eine sehr komplexe Entstehungsgeschichte des Cathedral-Peak-Gtanodiorits erkennen, die sich aus magmatischen, tektonischen und metasomatischen Abschnitten zusammensetzt und möglicherweise durch ein gleichzeitiges paarweises Zusammenspiel dieser Faktoren verursacht wurde.

## Entstehung

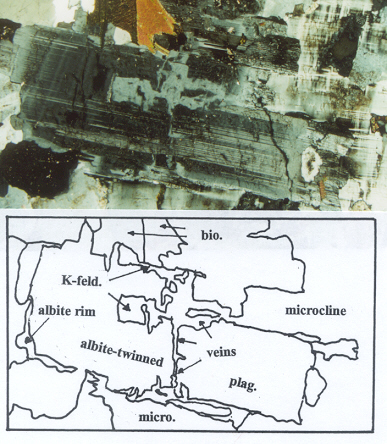
Kataklastisch zerbrochener Plagioklas, verzwillingt nach dem Albitgesetz, wird von Mikroklin infiltriert

Bisher wurde von einer einzigen großen Magmenkammer ausgegangen, welche dann durch fraktionierte Kristallisation sukzessive die verschiedenen Granitoide absonderte, darunter auch den Cathedral-Peak-Granodiorit gegen Ende ihrer Existenz. Dieses etwas simplistische Modell wird durch folgende Tatsachen in Frage gezogen:
- Die mit 8,1 Millionen Jahren extrem lange andauernde Aktivität dieser Magmenkammer.[2]
- Inkonsistenzen in der Spurenelementverteilung und in den initialen Isotopenverhältnissen von Strontium und Neodym.[3]

Die Isotopenverhältnisse deuten vielmehr auf die Vermischung zweier Magmentypen – einer mantelähnlichen Schmelze und einer granitischen Schmelze mit der Zusammensetzung des Johnson-Granitporphyrs.
Thermobarometrische Daten belegen eine Eindringtiefe von 6 Kilometer und Kristallisationstemperaturen über einen Bereich von 750 bis herab auf 660 Grad Celsius.
Darüber hinaus zeigen Feldspäte, Hornblende, Biotit und Magnetit häufig Entmischungserscheinungen im niedrigtemperierten Subsolidusbereich.
Von Bedeutung ist ferner die Tatsache, dass der Cathedral-Peak-Granodiorit nicht immer scharf vom Half-Dome-Granodiorit abzutrennen ist, sondern manchmal fließende Übergänge von mehr als hundert Metern zeigt. Außerdem überlappen sich die beiden Granodiorite in ihren geochemischen Parametern, die Unterschiede sind vorwiegend gefügekundlicher Art. Die beiden Granodiorite stellen daher ein Kontinuum dar und nicht zwei voneinander verschiedene Intrusivpulse. Die Kontaktverhältnisse zum umschlossenen Johnson Granitporphyr sind jedoch scharf.
Umstritten ist nach wie vor die Entstehungsweise des Mikroklins in der Scherzone. M.D. Higgins befürwortete die Möglichkeit einer Umkristallisation beruhend auf dem Ostwald'schen Reifungsprozess mittels metasomatischer Flüssigkeiten. L. G. Collins geht von einem unterhalb des Solidus erfolgendem metasomatischen Wachstum aus (Kalium- und Silizium-Metasomatose), welches durch eine fortwährende, tektonisch bedingte Kataklase ermöglicht wurde. Dieser Vorgang benötigt ein kataklastisches Zerbrechen der Ausgangskristalle, um voll wirksam zu werden. Dies ist im Cathedral-Peak-Granodiorit in einer duktilen Scherzone am Ostrand des Massivs zu beobachten.